# Giuseppe Brambilla
Giuseppe Brambilla (* 25. Oktober 1888 in Gorla Maggiore; † 29. Mai 1918 in Mailand) war ein italienischer Radrennfahrer.

## Sportliche Laufbahn
Brambilla war im Straßenradsport aktiv. Von 1909 bis 1912 war er Unabhängiger und Berufsfahrer. 1909 gewann er das Eintagesrennen Coppa del Re. 1910 gewann er drei Etappen im Rennen Ai mari ai laghi ai monti. 
Zweiter wurde er 1909 in der ersten Austragung des Giro dell’Emilia hinter Eberardo Pavesi und bei Mailand–Varese. Dritter wurde er 1909 in der Coppa Val d’Olona und 1910 in der Coppa Bastogi. 1909 startete er in der Tour de France, beendete die Rundfahrt jedoch nicht. Viermal trat er zum Giro d’Italia an, viermal kam er nicht ins Ziel.